# Уокър, тексаският рейнджър
„Уокър, тексаският рейнджър“ (на английски: Walker, Texas Ranger) е американски екшън сериал, от който са излъчени 8 сезона и 198 епизода.

## Сюжет
Сериалът акцентира върху Кордел Уокър (Чък Норис), тексаски рейнджър. Уокър е израснал при чичо си, индианец на име Рей Файъруокър. Кордел, преди да се стане рейнджър, служи в елитна част на морската пехота по време на Виетнамската война.
Неговият партньор и най-добър приятел е Джеймс „Джими“ Тривет (Кларънс Джилярд), бивш играч на Далас Каубойс, който контузва тежко рамото си и започва кариера като тексаски рейнджър. Уокър е много близък и има връзка с Александра „Алекс“ Кейхил (Шери Дж. Уилсън), помощник окръжен прокурор. Често бива съветван за случаите от C. Д. Паркър (Ноубъл Уилингъм), пенсиониран рейнджър, който има малък ресторант и бар. В сезон 7 към рейнджърите се присъединяват двама новобранци – Сидни Кук (Ниа Пийпълс) и Френсис Гейч (Джъдсън Милс), които са под командата на Уокър и Тривет.

## Актьорски състав
- Чък Норис – Кордел Уокър
- Кларънс Джилиард – Джеймс Тривет
- Шери Джей Уилсън – Александра Кейхил
- Ниа Пийпълс – Сидни Кук (сезон 7–8)
- Джъдсън Милс – Франсис Гейч (сезон 7–8)
- Нобъл Уилингам – C. Д. Паркър (сезон 1–7)

## В България
В България сериалът е излъчен по няколко телевизии. Една от тях е Диема, а дублажът е на студио Доли. Озвучаващият състав търпи промени като единствените актьори, които озвучават във всички епизоди са артистите Георги Георгиев-Гого и Иван Танев. Другите артисти са Цвети Мирчева, Даниела Сладунова, Милена Живкова, Филипа Балдева, Татяна Петрова, Мими Йорданова, Александра Анева, Тодор Николов до 20 епизод, Веселин Ранков от 21 епизод, Владимир Колев и Цветан Ватев. Стефан Сърчаджиев – Съра и Филипа Балдева участват в трети сезон.